# Aeroportul Arawa
Aeroportul Arawa (IATA: RAW) este un aeroport din Autonomous Region of Bougainville⁠(d), Papua Noua Guinee.
aeroportul dispune de o singură pistă.